# Swiss Open Gstaad 2000
Lo Swiss Open Gstaad 2000 è stato un torneo di tennis giocato sulla terra rossa. È stata la 86ª edizione dello Swiss Open Gstaad, che fa parte della categoria International Series nell'ambito dell'ATP Tour 2000. Si è giocato al Roy Emerson Arena di Gstaad in Svizzera, dal 10 al 16 luglio 2000.

## Campioni

### Singolare
Àlex Corretja ha battuto in finale  Mariano Puerta con il punteggio di 6–1, 6–3

### Doppio
Jiří Novák /  David Rikl hanno battuto in finale  Jérôme Golmard /  Michael Kohlmann con il punteggio di 3–6, 6–3, 6–4